# Eneacrunos
L'eneacrunos (la "font de les nou canelles") era una font situada a l'angle sud-oriental de l'àgora d'Atenes. Fou construïda durant la segona meitat del segle vi aC i segons Pausànies fou decorada per Pisístrat, tirà d'Atenes. El geògraf afegeix que «hi ha pous a tota la ciutat, però aquesta és l'única font». En l'època era coneguda com la font del sud-est, i té cura a mencionar-la perquè era molt antiga, una resta de l'àgora arcaica.
La seva identificació és un dels problemes més debatuts de la topografia atenesa. Heròdot la menciona en un passatge relatiu a l'assentament dels pelasgs a la falda del mont Himet i llur expulsió d'Àtica pels atenesos pel maltracte rebut per part d'aquest poble envers les seves dones, en un relat, a més d'anacrònic, mancat d'historiocitat. Tucídides la situa a la vall del riu Ilis i l'anomena com font Calírroe. S'ha suggerit que potser es tracta d'una cisterna de nou fonts, i no d'una font de nou canelles. La tradició localitzava aquesta font, abans anomenada Calírroe, i que va rebre el nom d'Eneacrunos a partir que fou acondicionada i canalitzada en temps dels Pisistràtides, al sud-est de l'Acròpoli i del Temple de Zeus Olímpic, i prop del riu Ilis, en un tram que encara avui dia es coneix com a Calírroe. Heròdot la situa en aquesta zona, fora de la ciutat i en direcció a l'Himet. Pausànies la col·loca al nord de l'Acròpoli, al vèrtex sud-est de l'àgora, prop de l'Odèon d'Agripa i de l'Eleusínion, en un lloc on els arqueòlegs han trobat restes d'una font del segle vi aC. Quan descriu la zona de l'Ilis no fa menció de l'Eneacrunos ni de cap altra font, això complica, evidentment, el problema. A causa d'aquesta important contradicció han aparegut moltes hipòtesis i diversos intents de localització arqueològica. Els investigadors, sense arguments decisius, s'han inclinat en un o altre sentit.
Wilhelm Dörpfeld trobà un gran dipòsit en excavar a l'oest de l'Acròpoli, entre l'Areòpag i la Pnyx, i situant la Calírroe juntament a la Pnyx, va sostenir la teoria d'una canalització, obra dels Pisistràtides, que connectava amb la deu de l'Ilís.
Amb una interpretació diferent del terme Eneacrunos, que no seria la "font de les nou canelles", en un sistema que partint de la Calírroe, s'estendria per diversos punts de la ciutat, s'ha intentat harmonitzar els dos testimonis contradictoris.
És probable que pesin més els arguments de la tesi de Tucídides sobre una antiga prolongació de la ciutat "cap al sud" i sobre la localització de la font Calírroe al sud-est de l'Acròpoli. Tucídides coneixia bé el lloc i és possible que Pausànias n'estigués mal informat, i que en la seva època l'antiga font reformada pels Pisistràtides no fos utilitzada. D'altres, tanmateix, la situen a l'emplaçament donat per Pausànies, al sud-est de l'àgora.